# Salfacarus dispar
Salfacarus dispar är en spindeldjursart som beskrevs av Thomas van der Hammen 1977. Salfacarus dispar ingår i släktet Salfacarus och familjen Opilioacaridae. Inga underarter finns listade i Catalogue of Life.